# ابراهیمی (خواف)
ابراهیمی روستایی در دهستان کیبر بخش جلگه زوزن شهرستان خواف استان خراسان رضوی ایران است.

## جمعیت
بر پایه سرشماری عمومی نفوس و مسکن در سال ۱۳۹۵ جمعیت این روستا ۷۹۳ نفر (۲۰۹خانوار) بوده‌است.